# Plan Bolívar 2000
O Plan Bolívar 2000 foi a primeira das missões bolivarianas lançada em 27 de fevereiro de 1999 durante o mandato do presidente de Venezuela Hugo Chávez. Segundo o Departamento de Estado de Estados Unidos, Chávez queria enviar a mensagem de "que os militares não eram uma força de repressão popular, senão uma força de desenvolvimento e de segurança". O Departamento de Estado também observou que a missão foi "inaugurada 23 dias após sua inauguração" e que Chávez queria recordar a seus seguidores mais próximos que não tinham sido esquecidos.
O programa incluiu a ao redor de 40 000 soldados venezuelanos que se envolveram em atividades na contramão da pobreza porta a porta, incluindo vacinações em massa, distribuição de comida e educação. Venezuelanos pobres e doentes foram transladados em aviões militares de carregamento para procurar emprego, educação e atenção.

## Implementação
Diversos escândalos afetaram o programa devido a sinais na contramão de generais envolvidos no plano, declarando que teve quantidades significantes de dinheiro que foram desviadas.

## Relações externas
- Esta obra contém uma tradução  derivada de Plan Bolivar 2000 da Wikipedia em inglês, publicada por seus editores pela Licencia de documentação livre da GNU e a Licencia Creative Commons Atribución-CompartirIgual 3.0 Unported.